# Heliophila coronopifolia
Heliophila coronopifolia es un género botánico  de plantas fanerógamas, pertenecientes a la familia Brassicaceae.  Es originaria de Sudáfrica.

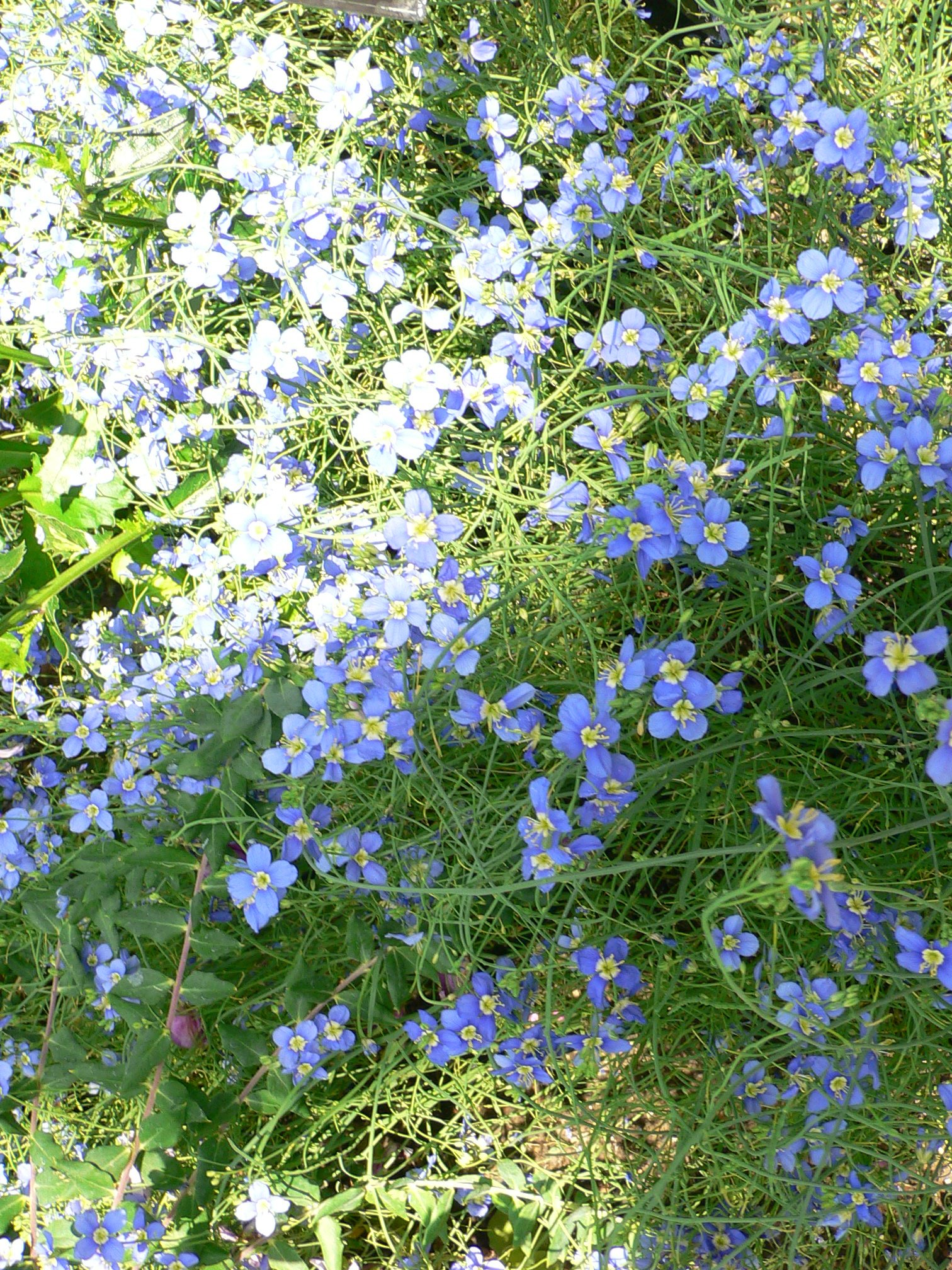
Vista de la planta

## Descripción
Heliophila coronopifolia crece espesa y alcanza un tamaño de unos 60 cm de altura. El tallo suave y las hojas delgadas, suaves de color verde brillante. Las flores de color azul están dispuestos en pequeños picos en la parte superior de los tallos. Los cuatro pétalos de la flor se abren amplimente para mostrar el centro blanco con el polen y el estigma en el medio. Las flores se cierran durante el clima frío y la noche. Las vainas son largas, la pequeña semilla es de color marrón están maduras.

## Taxonomía
Heliophila coronopifolia fue descrita por Carlos Linneo y publicado en Species Plantarum, Editio Secunda  2: 927. 1763
Etimología
Heliophila: nombre genérico que deriva de las palabras griegas: helios = "sol" y phila = "amante", o "amante del sol". 
coronopifolia: epíteto latíno compuesto que significa "con hojas en la corona". 
Sinonimia
- Carponema filiforme Eckl. & Zeyh.
- Heliophila caledonica Sond.
- Heliophila dissecta var. pinnata DC.
- Heliophila filifolia Thunb.
- Heliophila filiformis L. f.
- Heliophila fistulosa Sond.
- Heliophila heterophylla Thunb.
- Heliophila longifolia DC.
- Heliophila sonchifolia DC.
- Heliophila sphaerostigma Kuntze
- Leptormus caledonicus Eckl. & Zeyh.[3]